# سانی‌ویل (کالیفرنیا)
سانی ویل (به انگلیسی: Sunnyvale) (‎/ˈsʌniveɪl/‎) یا سانیول (‎/ˈsʌnivəl/‎) شهری در شهرستان سانتا کلارا، کالیفرنیا است که در سرشماری سال ۲۰۱۰ میلادی، ۱۴۰۰۹۵ نفر جمعیت داشته‌است.
این شهر یکی از شهرهای مهم تشکیل دهنده سیلیکون ولی است که در منطقه خلیج سانفرانسیسکو واقع شده‌است. این شهر هفتمین شهر پرجمعیت منطقه خلیج سانفرانسیسکو است. سانیویل از شمال با بخشهایی از سن هوزی، از شمال غربی با میدان هوایی موقت، از غرب با ماونتن ویو، از جنوب غرب به لوس التوس، از جنوب با کوپرتیو و از شرق با سنتا کلارا هم‌مرز است. این شهر در مسیر ال کمینو ریل و بزرگراه ۱۰۱ قرار گرفته‌است.
این شهر به عنوان بخشی از سیلیکون ولی مقر شرکت‌های‌های تکی چون ای ام دی، نت اپ، یاهو و اریبا است.